# Suncor Energy
Suncor Energy es una compañía petrolera canadiense con sede en Calgary (Alberta), especializada en la producción de crudo sintético de arenas de aceite. Suncor Energy es la empresa número 134 en el listado Global 2000 de la revista Forbes.
Hasta 2010, Suncor ofrecía productos y servicios a clientes minoristas de Ontario a través de una red de 280 estaciones de servicio. Tras la adquisición en ese año de Petro-Canada (anteriormente Crown Corporation), Suncor convirtió las gasolineras Sunoco (que solo cubrían Ontario) en Petro-Canada, con la idea de unificar todas sus operaciones minoristas en Canadá. A su vez, habilitó la marca Sunoco Inc. para el mercado de Estados Unidos. Nationwide es también una marca del grupo. Suncor dispone de una red minorista en colaboración con Phillips 66 Company en Colorado (EE. UU.).

## Historia

### 1919-2000
Suncor fue fundada en 1919 en la ciudad de Montreal como Sun Company of Canada, una filial del gigante Sun Oil. En 1979, Sun Company of Canada creó Suncor, que reunía a varias compañías de refinado y con intereses minoristas. También se sumó Great Canadian Oil Sands (una compañía fundada en 1967 de la que era socia mayoritaria y que operaba con arenas de alquitrán), más sus intereses gasistas. En 1981, el Gobierno de Ontario adquirió un 25% de participación en la compañía, inmersa en una gran crisis, aunque desinvirtió parcialmente en 1993. En 1995 Sun Oil abandonó el proyecto, a pesar de que Suncor mantuvo la marca Sunoco como minorista en Canadá. Suncor aprovechó estas salidas de capital para hacerse independiente, aunque con capital público.

### 2000-presente

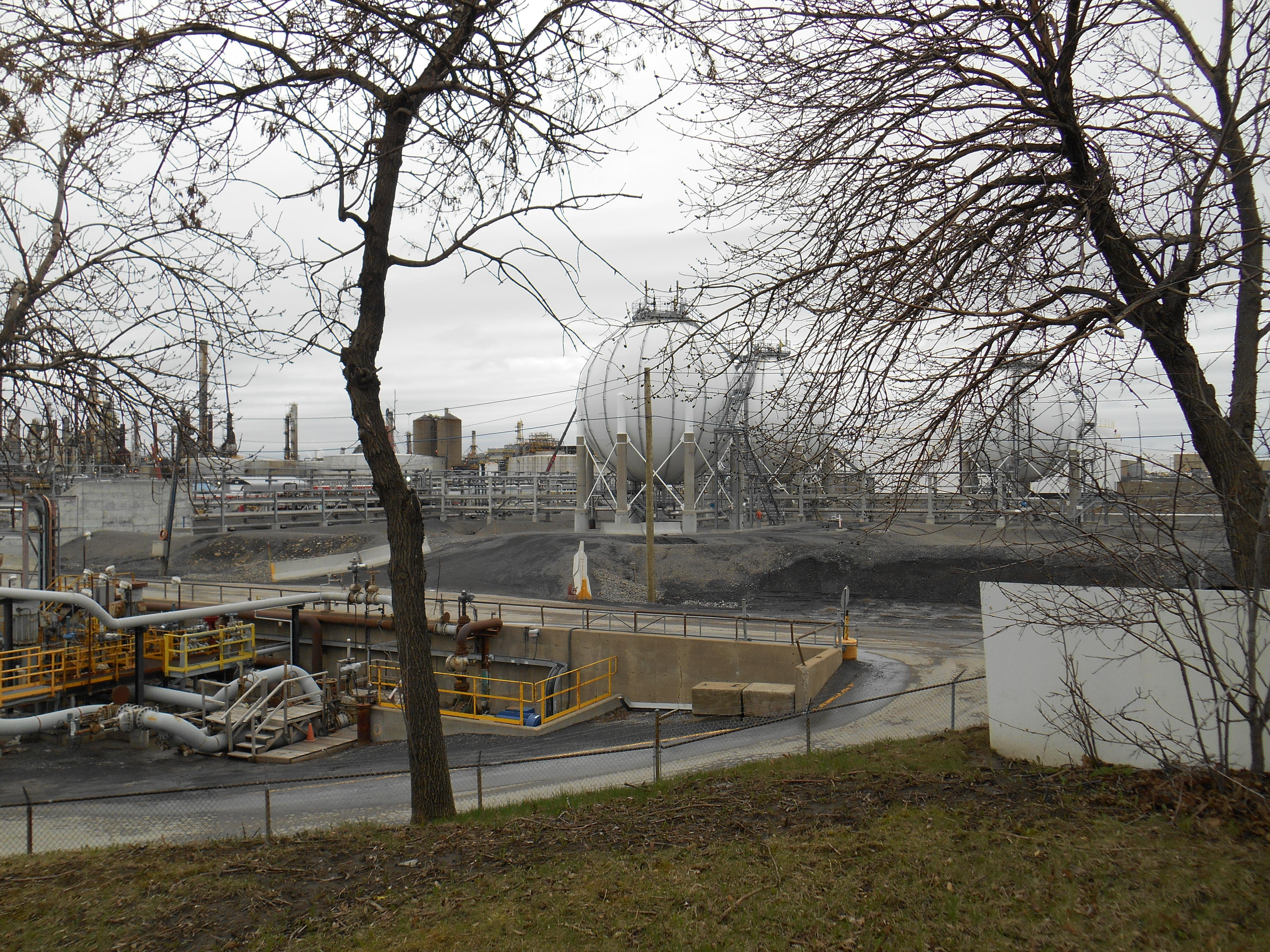
Industria de Suncor Energie en Montreal (Canadá)

En 2009, Suncor anunció la adquisición de Petro-Canadá. Esta fusión creó una compañía con una capitalización de mercado de $43.300 millones de dólares. El 4 de junio de 2009, un 98% de los accionistas aprobó la adquisición de Petro-Canadá. La fusión con la 11.ª compañía más grande de Canadá se completó en agosto de 2009.

## Operaciones
En América del Norte, Suncor desarrolla extracciones en Canadá Occidental y Colorado (en Canadá oriental perfora su costa). Entre otros países, extrae petróleo y gas, además de en el mar del Norte, en Libia, Siria y Trinidad y Tobago. Suncor cuenta con refinerías en Edmonton (Alberta); Sarnia (Ontario); Montreal (Quebec) y  Commerce City, Colorado.

### Producción de betún, aceite y gas natural
Suncor es el mayor productor mundial de betún y arenas de aceite y uno de los mayores en el arenas de alquitrán de Athabasca. La compañía también produce aceite convencional, aceite crudo pesado, y gas natural.

### Refinado
En Canadá, Suncor opera refinerías en Alberta, Ontario y Quebec.  La compañía también tiene una refinería en Colorado (EE. UU.). La compañía factura 135.000 barriles por día en Edmonton y 137.000 barriles de refino en Montreal, así como gasolina, distilantes, asfaltos, fueloil pesado, productos petroquímicos, disolventes y feedstock para lubrificantes. Produce además 85.000 barriles de gasolina por día en Sarnia, Ontario, así como queroseno y combustible diésel. Unos 98.000 barriles por día fabrica en Commerce City, Colorado, donde también produce gasolina, diésel y asfalto de grado.

### Minorista
En diciembre de 2009, Husky Energy anunció que había llegado a un acuerdo con Suncor Energy para deshacerse de 98 estaciones de servicio en Ontario. Estas estaciones de servicio pasarían a llevar la marca Husky.
Suncor operó bajo la marca Sunoco exclusivamente en Ontario hasta la fusión con Petro-Canadá, en agosto de 2009. Tras la fusión, Suncor usa la marca Petro-Canad. Suncor también ha tranformado muchas estaciones de servicio Sunoco a la marca Petro-Canadá. En Estados Unidos, opera en Colorado con las marcas  Shell Oil Company y Phillips 66 Company, bajo licencia de sus consorcios.

## Polémica medioambiental
En 2007, las operaciones con arenas y aceites de Suncor fueron las sextas emisiones gasísticas en Canadá.
En abril de 2009, Suncor fue multada con $675.000 dólares por falta de control en emisiones a la atmósfera cerca de Fort McMurray (Alberta) y con $175.000 dólares por verter aguas en un campamento de trabajo de la compañía cerca del río Athabasca.
En Estados Unidos, Suncor también ha sido multada por el Departamento de Salud Pública y Medio Ambiente de Colorado. En abril de 2012, fue multada con $2.2 millones de dólares por contaminación del aire.